# Ami Yuasa
Ami Yuasa (født 1998) er en japansk breakdanser.
Hun repræsenterede Japan ved sommer-OL 2024 i Paris, hvor hun vandt guld.

## Eksterne links
- Amis profil på Olympics.com (engelsk)